# Пушкинский дом (Сеул)
Ру́сский культу́рно-образова́тельный центр «Пу́шкинский дом» (кор. 뿌쉬낀하우스, англ. Pushkin House) — частная организация в Сеуле (Республика Корея), основанная в 2002 году с целью развития культурных связей между Кореей и Россией, обучения всех желающих русскому языку и ознакомления корейцев с русской культурой. На протяжении своего существования Пушкинский дом как единственный в Корее русский культурный центр играет важную роль и продолжает вести активную работу в сферах преподавания русского языка и распространения русской культуры в Корее.

## Деятельность
В Пушкинском доме проводят занятия квалифицированные специалисты. Основная программа рассчитана на двухлетний срок обучения на пяти уровнях. Каждый месяц открываются новые группы. В настоящее время занятия проводятся не только в аудиториях центра, но и онлайн в режиме реального времени. Также в онлайн-школе Пушкинского дома действуют программы, по которым слушатели могут обучаться без ограничений во времени и пространстве, в удобное для них время.
С 2011 года при содействии посольства России в Республике Корея и «Россотрудничества» Пушкинским домом проводится ежегодный «Пушкинский фестиваль — день русского языка для школьников». В его программу входит конкурс сочинений на русском языке и другие мероприятия, связанные с русской культурой.
В ноябре 2013 года Пушкинским домом в сотрудничестве с Союзом писателей России и форумом «Диалог Россия — Республика Корея» установлен памятник А. С. Пушкину в центре Сеула у гостинцы «Лотте». В церемонии открытия памятника принял участие президент России В. В. Путин.
В апреле 2018 года Пушкинский дом совместно с российским благотворительным фондом «Диалог культур — Единый мир» организовал установку бюста Ю. А. Гагарина в Государственном музее науке в Квачхоне.
В последние годы Пушкинский дом проводит у памятника А.С. Пушкину в Сеуле поэтические чтения. В них участвуют представители общественности, корейские и российские поэты и музыканты.
Пушкинский молодежный симфонический оркестр, формируемый Пушкинским домом из юных музыкантов-любителей, неоднократно выступал в Корее и за рубежом, давал совместные концерты с российскими коллективами.

## Издательство
При Пушкинском доме существует издательство, которое публикует учебники русского языка для корейцев, книги о России, художественную и прочую литературу на корейском и русском языках. Осуществляется издание полного собрания сочинений Л. Н. Толстого на корейском языке.

## Награды
4 ноября 2014 года в Москве директор Пушкинского дома Ким Сонмён была награждена президентом России В. В. Путиным медалью Пушкина. Она также стала лауреатом премии «Общественное признание — 2018» в номинации «Женщины в культуре». Премия была вручена председателем Совета Федерации РФ В. И. Матвиенко в сентябре 2018 года в Санкт-Петербурге на Евразийском женском форуме. Ким Сон Мён была награждена государственной наградой РФ - медалью Достоевского в 2022 г.

## Галерея

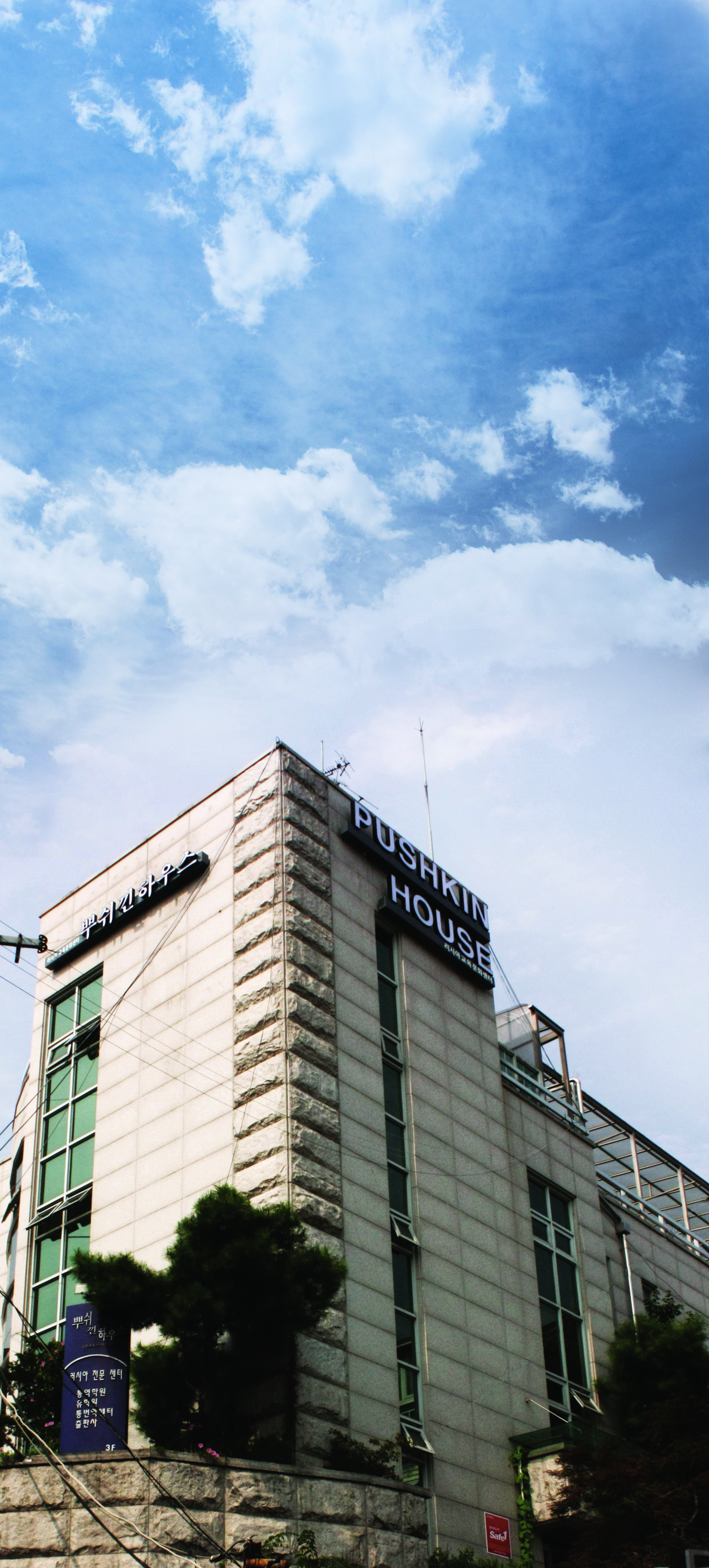
Пушкинский дом (Сеул).
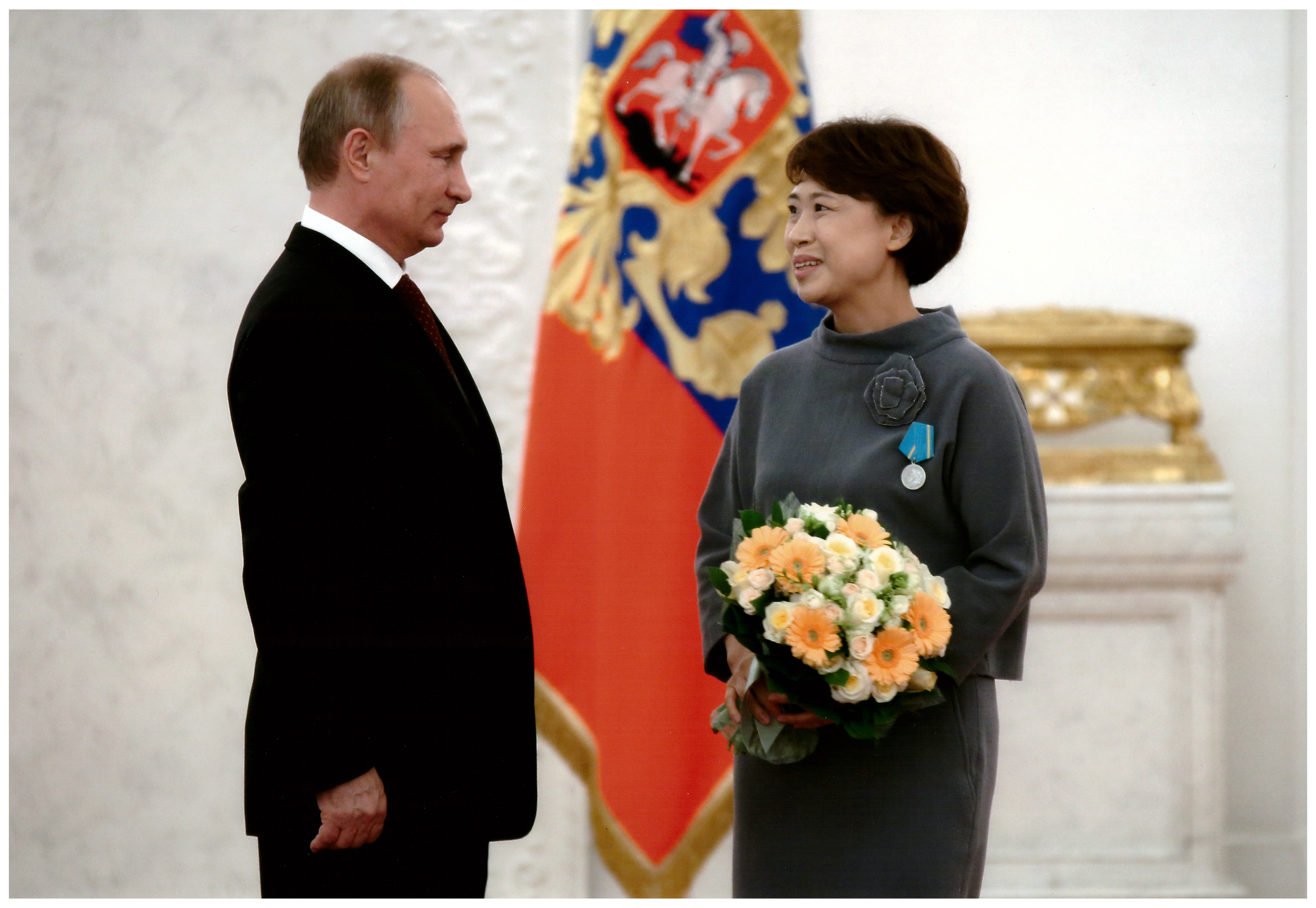
Награждение Ким Сонмён медалью Пушкина 4 ноября 2014 года.
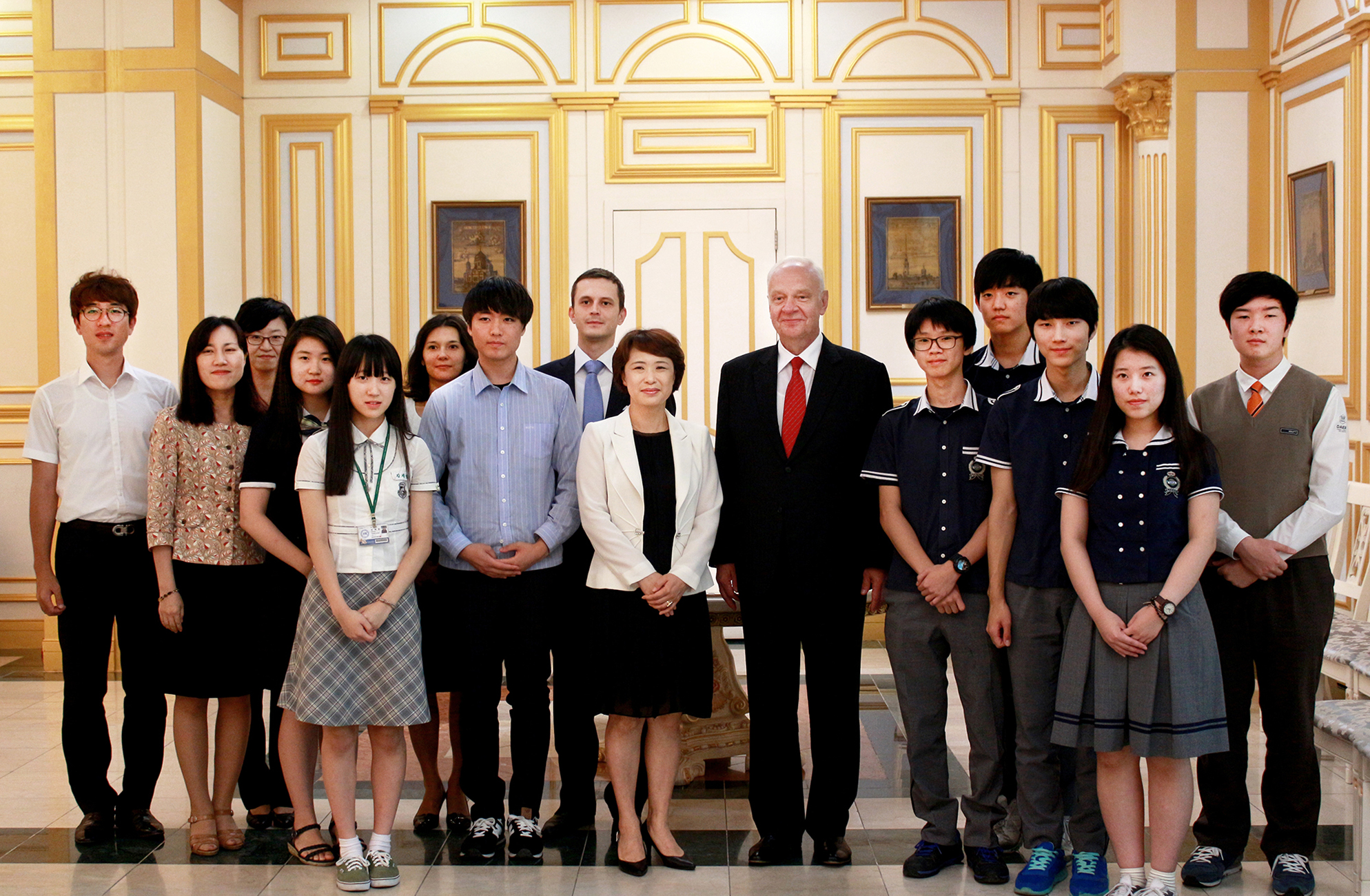
Торжественное награждение школьников — участников конкурса сочинений Пушкинского дома — в посольстве России в Сеуле.
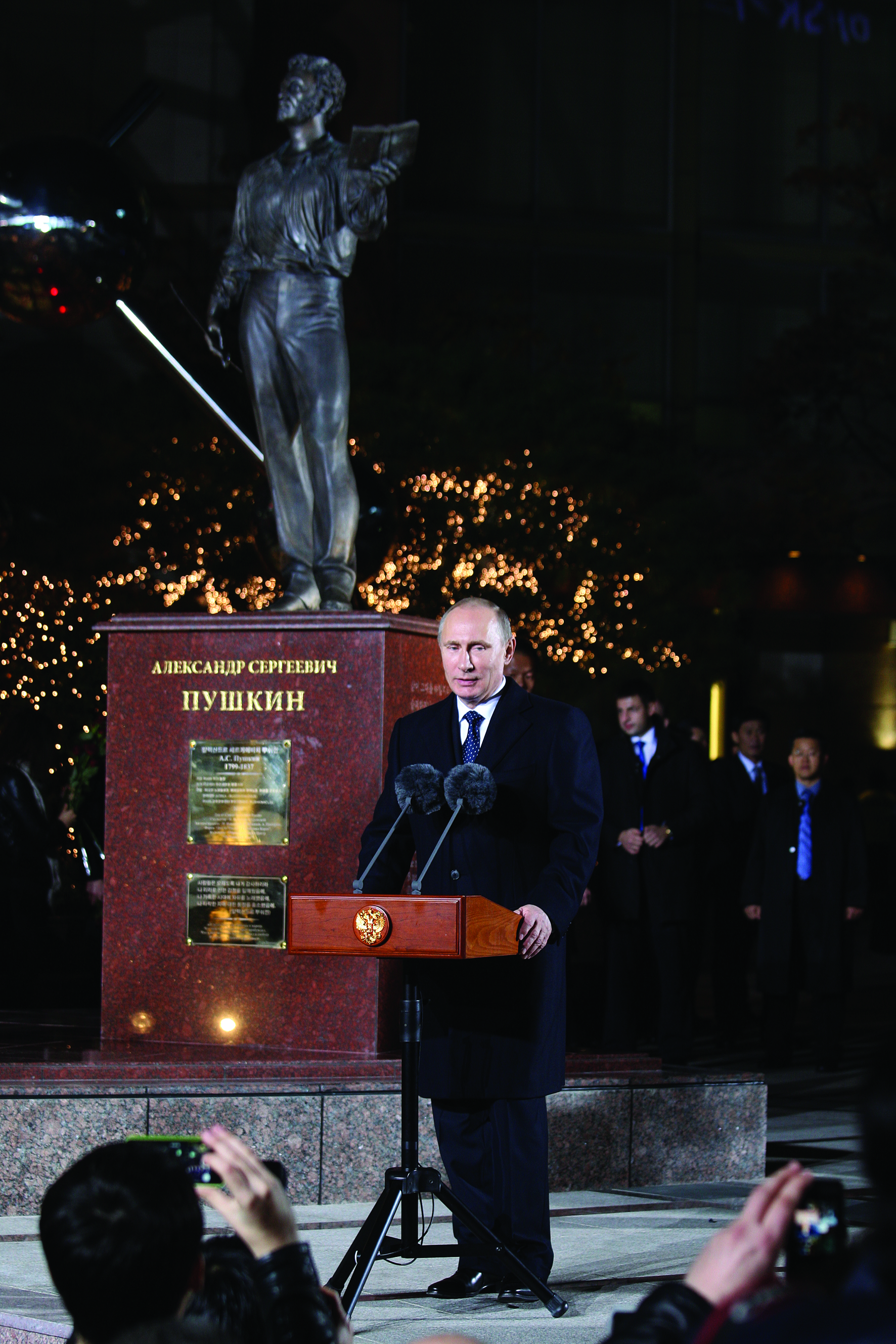
В церемонии открытия памятника А. С. Пушкину в Сеуле принял участие президент России В. В. Путин.